# Амазонский ламантин
Амазо́нский, или брази́льский ламантин (лат. Trichechus inungius) — пресноводное млекопитающее семейства ламантиновых, обитающее исключительно в системе реки Амазонки.

## Внешний вид
Ламантины — крупные массивные водные животные с обтекаемой формой тела, передними конечностями, превратившимися в ласты, и хвостом в форме плоского, закруглённого «весла». Задние конечности отсутствуют. Взрослые особи имеют обычную для ламантинов серую окраску кожи; амазонский ламантин отличается от других видов наличием чёткого белого или розоватого пятна на груди, реже нескольких белых отметин на груди и животе. Кожа более гладкая и ровная, чем у родственных видов. Тело ламантина покрыто редкой шерстью; только на верхней и нижней губах растёт густая щетина (вибриссы). Верхняя губа, как и у всех сиреновых, сильно раздвоена. Научное название вида, inunguis, буквально означает «лишённый ногтей», так как у этого вида на плавниках отсутствуют рудименты ногтей.
Самый крупный из пойманных амазонских ламантинов имел длину тела 2,8 м при весе менее 500 кг; в целом, это самый мелкий вид среди ламантинов.

## Распространение
Амазонский ламантин обитает исключительно в пресных водах Амазонки и её притоков; к жизни в солёной воде не приспособлен. Среди стран Южной Америки, где в настоящее время водятся амазонские ламантины, Бразилия, Восточное Перу, Юго-Восточная Колумбия и Восточный Эквадор. Ранее ошибочно считалось, что ареал амазонского ламантина включает и бассейн реки Ориноко; за них принимали американских ламантинов, заплывающих в реки на севере Южной Америки. Иногда амазонский ламантин встречается в устье Амазонки, вблизи Атлантического побережья, но в море не заходит.

## Образ жизни
В отличие от других ламантинов, амазонский ламантин — исключительно пресноводный вид. Он предпочитает стоячие озёра, речные заводи, старицы и лагуны, связанные с крупными реками и поросшие обильной водной растительностью. Держится вод с pH 4.5—6.5 и температурой 22—30 °C.
Амазонские ламантины — травоядные животные, которые питаются исключительно сочной водной растительностью, включая валлиснерию (Vallisneria), роголистник (Ceratophyllum), уруть (Myriophyllum), стрелолист (Sagittaria), лимнобиум (Limnobium), пузырчатку (Utricularia), потомогетон (Potomogeton), водяной салат (Pisitia), понтедерию (Pontederia) и водяной гиацинт (Eichhornia). Поедают также плоды пальм, упавшие в воду. В неволе взрослые ламантины съедают в день 9—15 кг растительной пищи, то есть, до 8 % веса тела.
Активен ламантин бывает как днём, так и ночью, и большую часть жизни проводит под водой, над поверхностью которой, как правило, выступают только его ноздри. Обычно ламантин 3—4 раза в минуту выныривает из воды, чтобы вдохнуть воздух; зафиксированный рекорд погружения амазонского ламантина составлял 14 минут. Амазонские ламантины медлительны; по данным наблюдений, ламантин проплывает около 2,6 км в день.
Их жизненные циклы привязаны к чередованию сухих и влажных сезонов. Детёныши обычно рождаются в сезон дождей, во время разлива рек. В это же время ламантины отъедаются, поедая свежую растительность, растущую на мелководье. Исследования показали, что популяции амазонского ламантина (центральный бассейн Амазонки) совершают ежегодную миграцию в июле-августе, когда уровень воды начинает падать. Некоторые возвращаются в русла крупных рек, где в сухой сезон (сентябрь-март) голодают в течение нескольких недель. Другие остаются в медленно пересыхающих озёрах, оставшихся на месте отступившей реки, держась на глубине; у них нет доступа к обычным пищевым ресурсам, пока уровень воды снова не подымется на несколько метров. Последние популяции, видимо, способны голодать до 7 месяцев, редко и нерегулярно питаясь остатками растительности. Накопленные жировые запасы и необычно медленный метаболизм (36 % от нормального) позволяет этим животным переживать сухой сезон.
Большинство наблюдаемых в природе ламантинов — одиночные животные или самки с детёнышем. Однако на кормовых участках они способны собираться в группы (стада), которые в настоящее время из-за общего сокращения численности амазонских ламантинов редко превышают 4-8 голов. При исследовании, проводившемся в начале 1980-х гг. в бразильском озере Lago Amana (2° 46´ ю. ш., 64° 39´ в. д.), наблюдалось стадо ламантинов численностью в 500—1000 голов.

### Размножение
В некоторых частях ареала амазонские ламантины размножаются в любое время года (Эквадор). В других — размножение сезонное и привязано к колебаниям уровня воды, поэтому подавляющее большинство детёнышей рождается с декабря по июль, преимущественно — с февраля по май, когда вода стоит наиболее высоко (центральные части бассейна Амазонки). Беременность длится около 1 года и обычно заканчивается рождением единственного детёныша длиной 85—105 см и весом 10—15 кг. Интервал между родами, видимо, составляет около 2 лет. Связь мать-детёныш является единственным долговременным союзом у ламантинов.
Продолжительность жизни амазонского ламантина в природе неизвестна; двое особей в неволе прожили более 12,5 лет. Природными хищниками ламантинов являются ягуары и черные кайманы.

## Статус популяции
Точная численность популяции амазонских ламантинов неизвестна. На протяжении веков на них охотились аборигены Амазонии ради мяса и жира. Кости среднего уха ламантинов (стремечко) считались сильным афродизиаком. В XIX в. коммерчески добываемое мясо ламантина (под названием mixira) пользовалось широким спросом. Несмотря на интенсивный отлов ради мяса, жира и шкур, в 1942 году ламантины по-прежнему в больших количествах встречались в Амазонке и её крупнейших притоках. Однако во второй половине XX века численность его популяции начала заметно снижаться. Помимо хищнической охоты причинами её сокращения являются рыбная ловля (ламантины запутываются в рыболовных сетях и тонут), столкновения с речными судами и общая деградация окружающей среды, в том числе сокращение кормовой базы вследствие загрязнения вод.
С 1965 года амазонский ламантин включен в список Международной Красной книги. В настоящее время имеет статус «уязвимый вид» (Vulnerable), а также в Приложение I к CITES.